# Ålandspannkaka

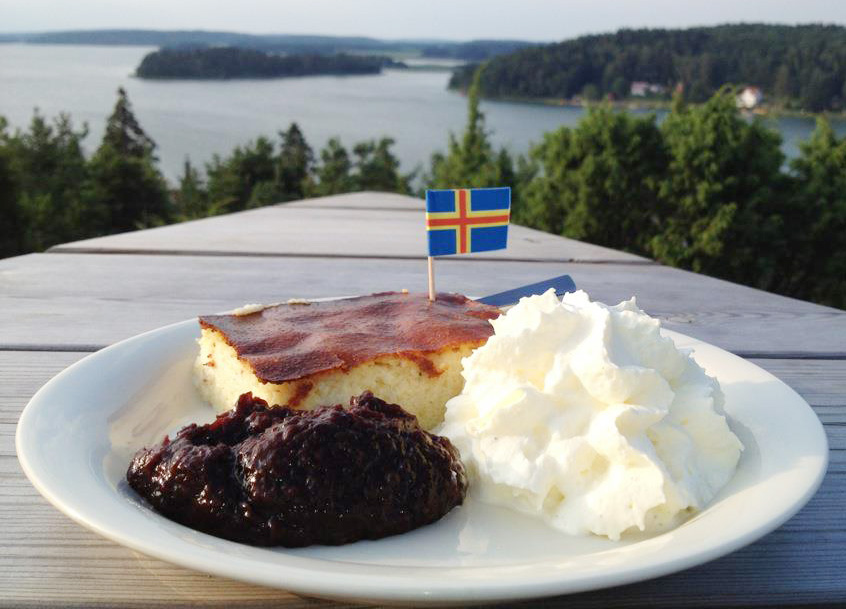
Ålandspannkaka med vispgrädde och sviskonkräm.

Ålandspannkaka är en variant av ugnspannkaka som tillagas av mannagrynsgröt och är smaksatt med kardemumma. Rätten serveras ljummen eller kall och enligt tradition med vispgrädde och sviskonkräm.
Standardingredienserna i ålandspannkakan är mannagrynsgröt, ägg, kardemumma, socker och salt, men vissa föredrar att byta ut mannagrynsgröten mot risgrynsgröt. Till pannkakan serveras traditionellt sviskonkräm (en typ av plommonsylt) och vispgrädde (som på åländska kallas snömos). Beroende på recept och tillbehör kan rätten serveras antingen som efterrätt eller som ett sötare mellanmål.
Ålandspannkakan påminner till sin utformning om gotlandspannkakan, som görs på risgrynsgröt. I stället för kardemumma är gotlandspannkakan dock smaksatt med saffran, varför den även kallas saffranspannkaka.

## Historia
Ålandspannkakan har troligen sitt ursprung i den åländska skärgården, som en rätt som gick snabbt att tillreda om man fick oväntat besök och inte hade så mycket i skafferiet. Man kunde då ta det som blivit över av morgonens gröt, krydda den och göra en pannkaka.
Vid firandet av Ålands självstyrelsedag den 9 juni brukar det bjudas på ålandspannkaka på torget i Mariehamn.